# الجبهة الإسلامية للمقاومة العراقية
الجبهة الإسلامية للمقاومة العراقية منظمة مسلحة تأسست بعد الغزو الأمريكي للعراق تشكلت هذه الجماعة من فصائل سنًية عديدة، وأعلنت عن نفسها في بيان صدر يوم 28 مايو/أيار 2004، وتذيَّل بياناتها باسم المكتب السياسي، وذراعها العسكرية هي كتائب صلاح الدين الأيوبي. تقول في بياناتها أن لها رؤية شاملة متكاملة لما يجري في الساحة العراقية من أحداث ولها قراءة خاصة بها تعتمد على القرآن والسنة ثم قراءة الواقع في التعامل الواعي مع المتغيرات ومن اجل أن تكون في التفاهم والتفاعل نعرفكم بها حسب ما جاء في موقعها وفي بياناتها كما ان هذه الجبهة هي عضو مؤسس في المجلس السياسي للمقاومة العراقية.